# John Watson (psycholog)
John Broadus Watson (ur. 9 stycznia 1878, zm. 25 września 1958) – amerykański psycholog, twórca behawioryzmu. Profesor Johns Hopkins University w Baltimore.
W 1913 w odczycie Psychologia jak ją widzi behawiorysta przedstawił własną koncepcję psychologii, która odrzucała analizowanie świadomości i introspekcję jako metodę subiektywną i nienaukową, skupiała się natomiast na zachowaniach oraz czynnikach, które je warunkują – sytuacjach. Odczyt ten traktuje się jako symboliczne narodzenie behawioryzmu.
Uważał, że zachowanie przybiera postać S-R, gdzie S to bodziec (ang. stimulus), zaś R to reakcja (ang. response).
Swoje teorie potwierdził słynnym eksperymentem na jedenastomiesięcznym dziecku – małym Albercie (Albert B.), który był umieszczony w szpitalu. Eksperyment Watsona i jego asystentki, najpierw doktorantki, później też żony, Rosalie Rayner polegał na uczeniu Alberta lęku przed szczurem poprzez warunkowanie klasyczne. Gdy w polu widzenia dziecka pojawiał się szczur, Watson uderzał w gong, wywołując straszny hałas, który jest bodźcem bezwarunkowym dla reakcji lękowej u dziecka. Albert zaczął szybko bać się szczura. Nastąpiła także generalizacja tego lęku na inne przedmioty podobne do szczura (maskotki, brody itp.)
Watson nigdy nie wygasił lęku u Alberta. Obecnie eksperymenty takie są w psychologii zakazane ze względów etycznych.
Watson został wyrzucony ze swojej rodzimej uczelni, po tym jak nawiązał romans ze swoją doktorantką Rosalie Rayner. Listy miłosne Watsona do Rosalie znalazła jego żona i ujawniła na rozprawie rozwodowej. Fragmenty owych listów zostały opublikowane w prasie, co wywołało skandal. Tego nie zniosły ówczesne władze uniwersyteckie.